# Rauvolfia ivanovii
Rauvolfia ivanovii là một loài thực vật có hoa trong họ La bố ma. Loài này được Granda & V.R.Fuentes miêu tả khoa học đầu tiên năm 1985.